# Батлер, Росс
Росс Батлер (англ. Ross Butler; род. 17 мая 1990, Сингапур) — американский актёр. Наиболее известен по роли Бретта в фильме Disney Channel «Кей Си. Под прикрытием», роли Нейта в телефильме «Идеальный кайф» и в сериалах «Ривердейл» и «13 причин почему».

## Биография
Батлер родился в Сингапуре. Его отец имеет британские и датские корни, а мать китаянка из Малайзии. Он переехал в Штаты когда ему было 4, и был воспитан матерью в Мак-Лини, штат Вирджиния.
Батлер учился в средней школе Лэнгли, которую окончил в 2008 году и поступил в Университет штата Огайо, который оставил после одного года обучения. Вскоре переехал в Лос-Анджелес и начал брать уроки актёрского мастерства.

## Фильмография
| Год       | Русское название          | Оригинальное название | Роль        |
| --------- | ------------------------- | --------------------- | ----------- |
| 2013      |                           | Camp Sunshine         | Тони        |
| 2013      | Особо тяжкие преступления | Major Crimes          | Йен Йорта   |
| 2014      | Хэппиленд                 | Happyland             | Скотт       |
| 2015      | Лето. Пляж. Кино 2        | Teen Beach 2          | Спенсер     |
| 2015      | Идеальный кайф            | Perfect High          | Нейт        |
| 2015      | Погоня за жизнью          | Chasing Life          | Хантер      |
| 2015—2016 | Кей Си. Под прикрытием    | K.C. Undercover       | Бретт       |
| 2016      | Волчонок                  | Teen Wolf             | Натан Пирс  |
| 2017—2021 | Ривердейл                 | Riverdale             | Реджи Мантл |
| 2017—2020 | 13 причин почему          | 13 Reasons Why        | Зак Демпси  |
| 2019      | Шазам                     | Shazam                | Юджин       |